# Juan de Vergara
Pour les articles homonymes, voir Vergara.
Juan de Vergara, né le 4 septembre 1492 et mort le 20 février 1557, est un humaniste espagnol.

## Biographie
Juan de Vergara appartenait à une famille d'origine judéo-converse. Chanoine de Tolède, il fut également le secrétaire personnel du cardinal Francisco Jiménez de Cisneros, ainsi que de son successeur, l'archevêque de Tolède Alfonso de Fonseca.
Il fit partie du groupe de savants qui travaillèrent sur la Bible polyglotte d'Alcalá sous les auspices du cardinal Francisco Jiménez de Cisneros. Son rôle dans cette entreprise fut en particulier de confronter les textes grecs aux côtés de Bartolomé de Castro. Il traduisit également certains passages grecs de l'Ancien Testament et du Livre de la Sagesse, notamment l'Ecclésiaste.
Cisneros le chargea également de traduire en latin les œuvres d'Aristote, mais cette traduction ne fut finalement pas imprimée à la suite de la mort du cardinal. C'est lui qui fut dans un premier temps choisi par l'université d'Alcalá pour rédiger la biographie de Cisneros, une tâche finalement confiée à son ami Álvar Gómez de Castro, lorsque Vergara fut accusé de sympathies avec Luther et les alumbrados.
Il fut victime des persécutions lancées contre les érasmistes après la mort de son protecteur Fonseca : arrêté et emprisonné en 1533 par l'Inquisition de Tolède, ce qui ruina sa carrière, il ne retrouva la liberté qu'en 1547. Jusque lors il avait tenu la chaire de Philosophie à l'université d'Alcalá et fut un grand admirateur, défenseur et proche d'Érasme, qu'il rencontra personnellement dans les Flandres et avec lequel il entretint une relation épistolaire en Espagne. Il était frère de Francisco de Vergara, autre célèbre humaniste espagnol, qui tenait la chaire de grec dans la même université. Sa sœur Isabel fut de la même manière une femme docte, qui traduisit certaines œuvres d'Érasme.

## Œuvres
- Tratado de las ocho questiones del templo, 1552[3].

Vergara est l'auteur de poèmes burlesques dans le style de Teofilo Folengo comme La Callioperria.